# Капелли, Алоизий
Луиджи Капелли (в старых русских источниках обычно Алоизий Капелли, лат. Aloisius Ludovicus Cappelli, итал. Aloisio Luigi Cappelli; 1776—1838) — итальянский юрист и филолог, профессор Пизанского и Виленского университетов.

## Биография
Родом из Пистои. С 1797 по 1801 годы году он занимал кафедру гражданского и канонического прав в Пизанском университете, оставив которую, исполнял должность чиновника во Флоренции и Вольтерре. В 1804 году Капелли занял кафедру гражданского и уголовного права в Виленском университете, начиная с 1808 года преподавал итальянский язык и литературу (став первым профессором этих дисциплин в регионе), а с 1813 года — читал в университете и Виленской духовной семинарии лекции по каноническому праву.
Лекции Алоизия Капелли, которые он читал на латинском языке, отличались либеральным характером, чем привлекали студентов. Митрополит Иосиф Семашко рассказывал в своих записках, что Капелли на лекциях по каноническому праву «систематически и с каким-то наслаждением преследовал самыми едкими сарказмами злоупотребления римского духовенства, в особенности богатых прелатов».
Алоизий Капелли дважды был деканом факультета словесных наук и изящных искусств (1811—1817 и 1827—1832) и после закрытия Виленского университета преподавал каноническое право в Виленской римско-католической академии.
При возвращении в Италию в 1838 году получил в подарок свой портрет, отлитографированный студентами на собственные средства.

## Публикации
Алоизий Капелли опубликовал лекцию об источниках и основаниях католического права и «Manuale juris canonici», а также несколько книг и брошюр по гражданскому, уголовному и каноническому праву на латинском и итальянском языках.
Помимо правоведческих сочинений опубликовал также стихотворное приветствие «На возвращение Его Императорского Величества Александра I из Парижа» (итал. Per ritorno da Parigi della S. C. M. di Alessandro I; 1814) и лекцию «Петрарка как поэт, филолог и моралист» (пол. Petrarch uważany jako poeta, filolog i moralista; 1816, в переводе с французского на польский). Переписывался со своим земляком Себастьяно Чампи.